# Yoann Richomme
Yoann Richomme (* 12. Juli 1983 in Fréjus) ist ein französischer Schiffbauingenieur und Hochseesegler, der bei seiner ersten Weltumsegelung bei der Vendée Globe 2024/25 den zweiten Platz belegte. Mit seiner IMOCA Paprec Arkéa legte er die Strecke bis Kap Hoorn in 43 Tagen, 11 Stunden, 25 Minuten und 20 Sekunden zurück und unterbot damit den Rekord von Armel Le Cléac'h von 2016 um mehr als dreieinhalb Tage. Das Ziel in Les Sables-d’Olonne erreichte er nach 65 Tagen, 18 Stunden, 10 Minuten und 2 Sekunden. Damit war er mehr als eine Woche schneller als der vorige Rekordhalter Le Cléac'h, musste sich am Ende aber Charlie Dalin geschlagen geben, der einen Tag zuvor die alte Bestzeit um fast 10 Tage unterboten hatte.
2016 und 2019 gewann Richomme die Einhandregatta Solitaire du Figaro sowie 2018 und 2022 die Transatlantik-Einhandregatta Route du Rhum in der Class40. In der IMOCA-Klasse siegte er bei der Retour à la Base 2023 und der Transat 2024.

## Segelkarriere
Yoann Richommes Großvater väterlicherseits brachte den Segelsport in den 1950er-Jahren in die Familie ein, um Zeit mit Freunden und der Familie zu verbringen. Yoanns Vater Yannick übernahm das Hobby und kaufte eine Symphony, ein 9,40 m langes Jeanneau-Segelboot von 1974, auf dem Yoann mit seinen Eltern und Geschwistern Segeltörns an der bretonischen Küste unternahm. Richommes Vater segelte regelmäßig und bestritt auch einige Wettbewerbe, unter anderem die Duo Solo Atlantic (jetzt Transquadra). Er war es, der seinen Sohn in den Segelsport einführte. Als er in die Vereinigten Staaten versetzt wurde, segelten beide zusammen in der Chesapeake Bay, bevor sie gemeinsam den Atlantik überquerten.
Yoann Richomme, der ursprünglich Schreiner werden oder eine Ausbildung im IT-Bereich machen wollte, studierte daraufhin Schiffbau an der Southampton Solent University. Währenddessen wohnte er zeitweise mit Charlie Dalin zusammen. Sein erster Segelwettbewerb war die Tour de France à la Voile 2006, zu der ihn ein Freund zu Beginn des Studiums einlud. Später unterstützte er als technischer Trainer eine Saison lang Nicolas Lunven, den er seit seiner Kindheit kannte, bei der Vorbereitung auf die Solitaire du Figaro, eine der in Frankreich hochangesehenen Einhand-Hochseeregatten. Dies animierte ihn, selbst daran teilzunehmen, was er 2010, drei Jahre später, auch zum ersten Mal tat. Zu Beginn der Saison hatte er bereits als Neuling überraschend die Transmanche gewonnen, eine rund 35 Stunden lange Einhandregatta im Ärmelkanal, bei der sowohl Profisegler als auch Amateure in allen Arten von Booten starten. Danach bestritt Richomme die Solitaire du Figaro weitere sechs Saisons in Folge, bis er sie 2016 schließlich zum ersten Mal gewann.
Neben diesem Sieg konnte er mit dem Team MACIF eine Reihe weiterer Erfolge verbuchen, darunter 2014 den 2. Platz bei der Transat AG2R La Mondiale zusammen mit seinem Co-Skipper Fabien Delahaye und 2015 den 3. Platz bei der Tour de Bretagne à la Voile zusammen mit Quentin Delapierre. Außerdem erreichte er als Solo-Skipper 2015 einen 3. Platz und 2016 einen weiteren 2. Platz bei der über mehrere Rennen ausgetragenen französischen Elite-Meisterschaft Championnat de France Elite de Course au Large. Während dieser Zeit lieferte er sich in der Figaro-Klasse über etliche Rennen einen erbitterten Wettstreit mit Charlie Dalin, der damals ebenfalls Skipper im MACIF-Team war.

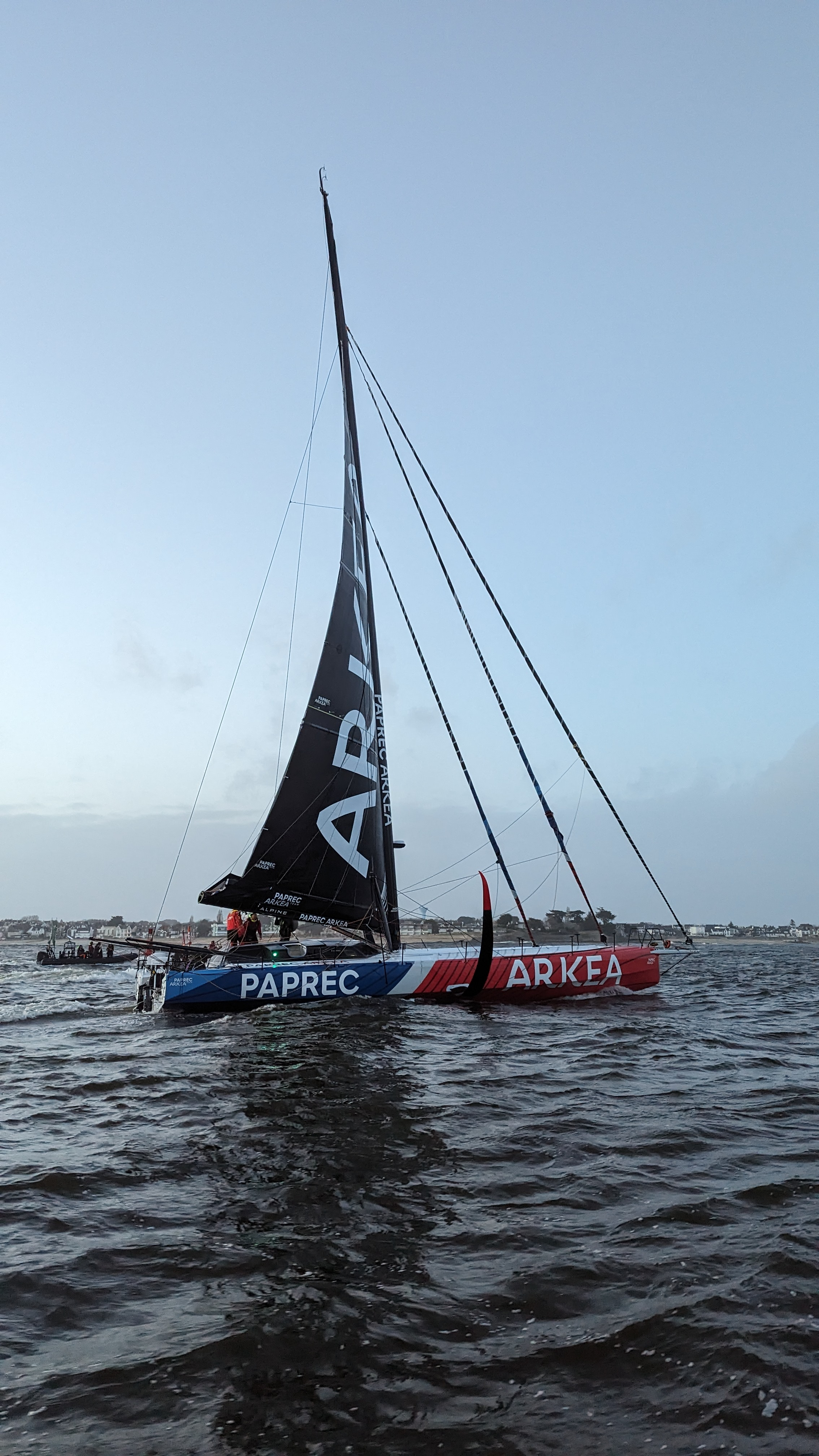
Yoann Richomme siegt mit Paprec Arkéa bei der Retour à la Base 2023

Als sein MACIF-Sponsoring auslief, entschied sich Richomme, 2018 mit seinen neuen Sponsoren Veedol und AIC zunächst um einen Sieg in der Class40 zu kämpfen, statt zu versuchen, die Mittel für eine ältere IMOCA aufzubringen, um seinen Traum von der Vendée Globe zu verwirklichen. Im Juli gewann er den Drheam Cup und im November auch die Transatlantik-Regatta Route du Rhum in der Class40. Diesen Titel konnte er 2022 unter seinem neuen Sponsor Paprec Arkéa verteidigen, nachdem er 2019 bereits zum zweiten Mal bei der Solitaire du Figaro gesiegt und 2020 das Ocean Race Europe in einer Volvo Ocean 65 gewonnen hatte.
Im Oktober 2023 erreichte Richomme zusammen mit seinem Landsmann Yann Eliès mit einer neu konzipierten IMOCA Platz 2 bei der Transat Jacques Vabre von Le Havre nach Fort-de-France, Martinique. Beim „Rückrennen“ in die Bretagne, der Retour à la Base, startete er Ende November zum ersten Mal als Einhandsegler in der IMOCA-Klasse und gewann die Regatta in 9 Tagen und knapp 4 Minuten.
Bei seiner ersten Weltumsegelung bei der 10. Vendée Globe 2024/25 kam er als einer der Favoriten als Zweiter ins Ziel, nachdem er sich über weite Strecken wiederholte Kopf-an-Kopf-Rennen mit Charlie Dalin geliefert hatte. Während des Wettbewerbs brach er gleich mehrere Rekorde:
- 20. November 2024 (UTC): 24-Stunden-Geschwindigkeitsrekord mit einem Einrumpfboot im Einhandsegeln (552 Seemeilen, 1022 Kilometer)[12], eine Woche später von Sébastien Simon übertroffen (615 Seemeilen, 1140 Kilometer)[13]
- 23. Dezember 2024 (UTC): beste Zwischenzeit bis Kap Hoorn (43 Tage, 11 h, 25 min, 20 s), Unterbietung des 2016er Rekords von Armel Le Cléac'h (47 Tage, 34 min, 46 s); gleichzeitig neuer Rekord für die Strecke Kap Leeuwin – Kap Hoorn (13 Tage, 9 h, 13 min, 43 s)[14]
- 16. Januar 2025 (UTC): höchste Durchschnittsgeschwindigkeit bei der Vendée Globe mit 17,9 Knoten (33 km/h) über Grund über eine Gesamtstrecke von 28.326 Seemeilen (52.460 km)[15]

## Schiffbau
Als Leiter der Vermessungs- und Sicherheitsabteilung war Yoann Richomme maßgeblich an der Entwicklung der Figaro Bénéteau 3 beteiligt, einem nach den Spezifikationen der Figaro-Einheitsklasse gebauten Segelboot der 3. Generation. Diese erste serienmäßig hergestellte Einrumpfsegelyacht mit Tragflügeln (Hydrofoils) entstand unter Federführung des Konstruktionsbüros Van Peteghem - Lauriot-Prévost und setzte neue Maßstäbe für den Regattasport, vor allem auf Vorwindkursen.

## Größte Erfolge
| Jahr | Wettbewerb                                     | Platz | Klasse            | Team                          | Partner                          | Quellen                    |
| ---- | ---------------------------------------------- | ----- | ----------------- | ----------------------------- | -------------------------------- | -------------------------- |
| 2010 | Transmanche                                    | 1.    | Figaro Bénéteau 2 | DLBC                          | solo                             | [ 17 ]                     |
| 2011 | Normandy Channel Race                          | 3.    | Class40           | Des pieds et des Mains        | Damien Seguin ( Frankreich)      | [ 18 ] [ 19 ]              |
| 2011 | Transat Jacques Vabre                          | 2.    | Class40           | Des pieds et des Mains        | Damien Seguin ( Frankreich)      | [ 2 ] [ 18 ] [ 19 ]        |
| 2012 | Europa Race                                    | 1.    | IMOCA             | PRB                           | Vincent Riou ( Frankreich)       | [ 19 ]                     |
| 2013 | Championnat de France Elite de Course au Large | 2.    | Figaro Bénéteau 2 | DLBC                          | solo                             | [ 2 ] [ 18 ]               |
| 2014 | Transat AG2R La Mondiale                       | 2.    | Figaro Bénéteau 2 | MACIF                         | Fabien Delahaye ( Frankreich)    | [ 2 ] [ 18 ]               |
| 2015 | Tour de Bretagne à la Voile                    | 3.    | Figaro Bénéteau 2 | MACIF                         | Quentin Delapierre ( Frankreich) | [ 7 ]                      |
| 2015 | Championnat de France Elite de Course au Large | 3.    | Figaro Bénéteau 2 | MACIF                         | solo                             | [ 8 ]                      |
| 2016 | Solitaire du Figaro                            | 1.    | Figaro Bénéteau 2 | MACIF                         | solo                             | [ 2 ] [ 3 ] [ 18 ]         |
| 2016 | Championnat de France Elite de Course au Large | 2.    | Figaro Bénéteau 2 | MACIF                         | solo                             | [ 2 ] [ 18 ] [ 19 ]        |
| 2018 | Drheam Cup                                     | 1.    | Class40           | VEEDOL - AIC                  | solo                             | [ 2 ] [ 18 ] [ 19 ]        |
| 2018 | Route du Rhum                                  | 1.    | Class40           | VEEDOL - AIC                  | solo                             | [ 2 ] [ 3 ] [ 18 ] [ 19 ]  |
| 2019 | Solitaire du Figaro                            | 1.    | Figaro Bénéteau 3 | Hellowork - Groupe Télégramme | solo                             | [ 2 ] [ 3 ] [ 18 ] [ 19 ]  |
| 2020 | Ocean Race Europe                              | 1.    | VO65              | Paprec Arkéa                  | solo                             | [ 19 ]                     |
| 2022 | Route du Rhum                                  | 1.    | Class40           | Paprec Arkéa                  | solo                             | [ 2 ] [ 3 ] [ 18 ] [ 19 ]  |
| 2023 | Fastnet Race                                   | 2.    | IMOCA             | Paprec Arkéa                  | Yann Eliès ( Frankreich)         | [ 2 ] [ 18 ] [ 19 ]        |
| 2023 | Transat Jacques Vabre                          | 2.    | IMOCA             | Paprec Arkéa                  | Yann Eliès ( Frankreich)         | [ 18 ] [ 19 ] [ 20 ]       |
| 2023 | Retour à la Base                               | 1.    | IMOCA             | Paprec Arkéa                  | solo                             | [ 3 ] [ 18 ] [ 19 ] [ 21 ] |
| 2024 | The Transat CIC                                | 1.    | IMOCA             | Paprec Arkéa                  | solo                             | [ 3 ] [ 19 ] [ 22 ]        |
| 2025 | Vendée Globe                                   | 2.    | IMOCA             | Paprec Arkéa                  | solo                             | [ 5 ]                      |